# 야인시대
《야인시대(野人時代)》는 2002년 7월 29일부터 2003년 9월 30일까지 방송했던 SBS 월화 드라마로 김두한의 일대기를 그렸다. 또한 야인시대의 회당 최고 시청률은 야인시대 제작사 SBS 프로덕션의 모체 SBS를 비롯한 9개 지역 민방 네트워크를 기준으로 51.8%며 분당 최고 시청률은 57.4%다. 한편 제16회 한국방송작가상 드라마 작가상 후보에 올랐으나 "한 번 드라마 작가상을 받은 사람은 재수상이 불가하다" "작가가 심사 위원으로 임명된 사람은 수상이 불가하다"라는 규정 탓인지 탈락했다.
아울러 역사 왜곡, 폭력 미화라는 혹독한 비판을 받아 2003년 민주언론시민연합 선정 올해의 나쁜 드라마에 선정되는 불명예를 안았다.

## 줄거리
청산리 대첩 영웅으로 알려진 백야 김좌진 장군의 아들로 태어나 뒷골목 거지에서 종로패의 두목으로 일본과 공산주의자들과 맞서 싸우는 반공 투사를 거쳐 국회의원이 되었던 김두한의 일생을 그려낸 드라마이다. 김두한의 일생을 통해서 한일병합으로 인해 잃어버린 국권 피탈으로 암울했던 일제강점기를 지나 일본의 항복 선언과 함께 8.15 해방 이후 좌·우익간의 이념 대립과 한반도 분단, 남·북한 정부 수립 그리고 한국전쟁, 이승만 자유당 정권 그리고 박정희 유신정권 독재기를 거쳐가는 대한민국 근·현대사를 아우르는 이야기가 펼쳐진다.
작가의 의도는 정치인으로서의 김두한을 다루기 위해 시나리오를 작성했지만 TV 드라마의 특성 상 시청률을 의식하지 않을 수 없으므로 일부러 액션 신이 많은 일제강점기 시절의 청년 김두한도 시나리오에 추가함으로써 결과적으로는 김두한의 일대기가 되었다.

## 편성 변경
- 2002년 12월 30일 : 45 ~ 46회 연속 편성

## 결방
- 2002년 12월 31일 : 오후 8시 40분부터 2002 SBS 연기대상 편성으로 인해 결방[4]

## 연장
- 1부와 2부를 각각 50화씩 방송하기로 예정되었지만[5] 후속작 『왕의 여자』가 집필자로 낙점된 유동윤 작가의 집필 중단과[6] 캐스팅 문제[7] 등으로 우여곡절을 겪게 되자 드라마의 횟수를 당초 100화에서 24화를 늘린 124화로 막을 내렸다.

## 수상
- 2002년 SBS 연기대상 아역상 곽정욱
- 2002년 SBS 연기대상 남자조연상 박준규, 이원종
- 2002년 SBS 연기대상 여자조연상 이세은
- 2002년 SBS 연기대상 10대 스타상, 대상 안재모
- 2003년 SBS 연기대상 단막·특집극 남자연기상 김영호
- 2003년 SBS 연기대상 연속극 부문 남자연기상, 10대 스타상 김영철

## 밈
인터넷 합성물로 인하여 한국 방송 역사에 엄청나게 큰 한 획을 그은 드라마 프로그램으로 이에 관해 극 중 심영 역할을 맡은 김영인 대사 "내가 고자라니"로 인해 tvN 《푸른 거탑》을 비롯한 여러 방송에서 수많은 패러디가 쏟아져 나오기도 했으며 김두한 대사 "개소리 집어치워!"와 "4딸라!"나 조병옥 대사 "빵빵 터트리고 있어요!"같은 다른 대사들 또한 유튜브 등 커뮤니티에서 큰 인기를 끌었다. 특히 "내가 고자라니"는 매우 유명해져서 거의 모든 사람이 다 아는 대표적인 밈이다.

## 같이 보기
- 야인시대 (비디오 게임): 본 드라마를 바탕으로 만들어진 벨트스크롤 액션 게임. 개발사는 조이맥스.
- 《무풍지대》